# Dichaea mosenii
Dichaea mosenii é uma espécie de planta do gênero Dichaea e da família Orchidaceae.

## Taxonomia
A espécie foi descrita em 1881 por Heinrich Gustav Reichenbach.

## Forma de vida
É uma espécie epífita e herbácea.

## Descrição
| Raiz                   | Raiz                |
| ---------------------- | ------------------- |
| textura                | fina/esponjosa/lisa |
| Folha                  |                     |
| base                   | articulada          |
| limbo                  | oblongo             |
| margem                 | inteira             |
| Inflorescência         |                     |
| pedúnculo              | reto                |
| Flor                   |                     |
| mácula                 | desconhecido        |
| base do labelo         | desconhecida        |
| ornamentação do labelo | desconhecida        |
| Fruto                  |                     |
| indumento              | desconhecido        |

## Conservação
A espécie faz parte da Lista Vermelha das espécies ameaçadas do estado do Espírito Santo, no sudeste do Brasil. A lista foi publicada em 13 de junho de 2005 por intermédio do decreto estadual nº 1.499-R.

## Distribuição
A espécie é encontrada nos estados brasileiros de Espírito Santo e São Paulo.
Em termos ecológicos, é encontrada no domínio fitogeográfico de Mata Atlântica, em regiões com vegetação de floresta ombrófila pluvial.